# Call of Duty: United Offensive
Call of Duty: United Offensive ist eine Erweiterung für den Ego-Shooter Call of Duty. Entwickelt wurde diese von Gray Matter Interactive und im Oktober 2004 für Microsoft Windows veröffentlicht.

## Handlung
Der Spieler spielt abwechselnd amerikanische, britische und russische Soldaten im Zweiten Weltkrieg. Dabei werden unter anderem die Ardennenoffensive mit Anleihen der Fernsehserie Band of Brothers, die Schlacht um Charkow oder ein an Die Kanonen von Navarone angelehntes Szenario in Sizilien verarbeitet. Im Weiteren spielt man einen Bordschützen einer britischen „Fortress Mk.1“ (Boeing B-17 „Flying Fortress“), der sich nach einem Fallschirmabsprung dem niederländischen Widerstand anschließt. Die belgische Kleinstadt Foy ist ebenfalls Handlungsort. Als sowjetischer Soldat erlebt man die Schlacht von Kursk.

## Spielprinzip
Der Spieler absolviert mit computergesteuerten Kameraden linear aufgebaute Levels. Beteiligt sich der Spieler nicht aktiv am Kampfgeschehen, so wird er tödlich getroffen und das Spiel endet. Man erhält im Vergleich zum Vorgänger die Möglichkeit auf Tastendruck zeitweise zu sprinten. Enthalten sind auch neue Waffen wie der Flammenwerfer. Es gibt neue Mehrspieler-Modi:
- Capture-the-flag: jedes Team versucht, die Flagge des Gegners zu stehlen und zur eigenen Flagge zu bringen
- Basisangriff: jedes Team muss die eigenen drei Basen sichern und gleichzeitig die des Gegners zerstören
- Herrschaft fünf neutrale Flaggenpunkte müssen erobert werden

dabei kann der Spieler diverse Panzer, Jeeps und Artilleriegeschütze steuern. Bis zu 64 Spieler können im Netzwerk gegeneinander antreten. Mit einem Rangsystem wird das Erfüllen von Missionszielen belohnt. Privilegierte Spiele erhalten etwa mehr Munition, Granaten und ein Fernglas, um Luftangriffe anzufordern.

## Technik
Im Vergleich zum Basisspiel wurden die Partikeleffekte verbessert.

## Rezeption
Die Einzelspielerkampagne sei zu kurz. Positiv sei die Wahl der noch unverbrauchten Schauplätze. Die Missionen seien abwechslungsreich. Der Mehrspielermodus sei Battlefield 1942 unterlegen. Es sei beachtlich, welche Qualität aus der damals schon betagten Quake-3-Engine, herausgeholt wurde. Das Spiel sei sehr konservativ entwickelt worden und bringe keine neuen Ideen in das Genre. Die Schlachten seien durch massiven Einsatz von gescripteter Sequenzen atmosphärisch dicht, abwechslungsreich und toll inszeniert. Das Spiel erwecke Emotionen beim Spieler. Die KI der gegnerischen Soldaten sei eher unterentwickelt.